# Kirei ni Shite Moraemasu ka
Kirei ni Shite Moraemasu ka (綺麗にしてもらえますか。?) es una serie de manga japonesa escrita e ilustrada por Mitsuru Hattori. Se publicó en la revista de manga seinen de Square Enix, Young Gangan, desde julio de 2017 hasta junio de 2023, con sus capítulos recopilados en diez volúmenes tankōbon. Una adaptación de la serie al anime producida por Okuruto Noboru se estrenará en 2026.

## Personajes
Wakana Kinme (金目綿花奈 Kinme Wakana?)
 Seiyū: Sayumi Suzushiro

## Contenido de la obra

### Manga
Escrita e ilustrada por Mitsuru Hattori, Kirei ni Shite Moraemasu ka se publicó por primera vez en la revista de manga seinen de Square Enix, Young Gangan, del 7 de julio de 2017, al 2 de junio de 2023. Square Enix recopiló sus capítulos en diez volúmenes tankōbon, lanzados desde del 24 de marzo de 2018, al 25 de agosto de 2023.
Una nueva historia comenzó en Young Gangan el 15 de diciembre de 2023, con dos capítulos más publicados el 19 de abril y el 19 de julio de 2024. Un nuevo capítulo de historia paralela se publicó en Young Gangan el 6 de junio de 2025.
El manga está licenciado en Norteamérica por Square Enix Manga & Books.

#### Lista de volúmenes
| Volúmenes de manga publicados | Volúmenes de manga publicados | Volúmenes de manga publicados |
| Número                        | Fecha de lanzamiento          | ISBN                          |
| ----------------------------- | ----------------------------- | ----------------------------- |
| 1                             | 24 de marzo de 2018           | ISBN 978-4-7575-5674-4        |
| 2                             | 25 de octubre de 2018         | ISBN 978-4-7575-5896-0        |
| 3                             | 25 de mayo de 2019            | ISBN 978-4-7575-6137-3        |
| 4                             | 25 de diciembre de 2019       | ISBN 978-4-7575-6447-3        |
| 5                             | 22 de julio de 2020           | ISBN 978-4-7575-6768-9        |
| 6                             | 25 de febrero de 2021         | ISBN 978-4-7575-7110-5        |
| 7                             | 25 de septiembre de 2021      | ISBN 978-4-7575-7487-8        |
| 8                             | 25 de abril de 2022           | ISBN 978-4-7575-7892-0        |
| 9                             | 25 de noviembre de 2022       | ISBN 978-4-7575-8270-5        |
| 10                            | 25 de agosto de 2023          | ISBN 978-4-7575-8736-6        |

### Anime
Una adaptación de la serie al anime fue anunciada el 5 de junio de 2025. La serie está producida por Okuruto Noboru y dirigida por Kenta Ōnishi, con la composición de la serie a cargo de Tōko Machida y los personajes diseñados por Azuma Tozawa. Se estrenará en 2026.

## Otras lecturas
- Komatsu, Ryōsuke (7 de mayo de 2018). «こんなクリーニング屋のおねえさんがいたら通う……熱海が舞台の『綺麗にしてもらえますか。』». Da Vinci News (en japonés). Kadokawa Corporation. Archivado desde el original el 19 de julio de 2024.